# Granimedon
Granimedon – rodzaj chrząszczy z rodziny kusakowatych i podrodziny żarlinków. Obejmuje trzy opisane gatunki. Znane są tylko z Junnanu w Chinach.

## Morfologia
Chrząszcze o ciele długości od 3,3 do 5,5 mm, przypominające przedstawicieli rodzaju Orsunius.
W zarysie poprzeczna z zaznaczonymi tylnymi kątami głowa ma gęsto pokryty pępkowatymi punktami wierzch, pozbawiony ząbków oraz szeroko i płytko wykrojony przedni brzeg wargi górnej, powiększony zęby nasadowe obu żuwaczek, trzy ząbki molarne na żuwaczce lewej i cztery na prawej, głaszczki szczękowe o smukłych członach drugim i trzecim oraz zdrobniałym i stożkowatym członie czwartym, głęboko rozdwojony i opatrzony licznymi sensillami języczek, wąskie pasmo niepunktowanego oskórka na brzusznej powierzchni oraz niewyraźne szwy gularne.
W zarysie poprzeczne, najszersze na przedzie, o co najwyżej słabo zaznaczonych kątach tylnych przedplecze ma gęste punktowanie i dość grube ziarenkowanie. Powierzchnia pokryw również jest gęsto punktowana. Skrzydła tylnej pary są w pełni wykształcone. Środkiem przedpiersia biegnie ostry kil, natomiast na środku zaostrzonego wyrostka śródpiersia brak jest pośrodkowego kila. Odnóża przedniej pary mają niezmodyfikowane stopy. Tylnej pary stopy zaś cechują się członem pierwszym tak długim jak dwa następne razem wzięte.
Powierzchnia odwłoka ma wyraźną mikrorzeźbę oraz drobne i gęste punktowanie. Samiec ma niezmodyfikowane sternity siódmy i ósmy oraz mały, słabo zesklerotyzowany, grzbietobrzusznie przypłaszczony edeagus.

## Ekologia i występowanie
Owady te zamieszkują lasy, zakrzewienia i tereny uprawne. Bytują w ściółce i wśród szczątków roślinnych. Spotykane są na rzędnych od 1010 do 1890 m n.p.m.
Przedstawiciele rodzaju zamieszkują pogranicze krainy orientalnej i południowo-wschodniej Palearktyki. Wszystkie gatunki znane są dotąd wyłącznie z południowo-wschodniego Junnanu w Chinach, ale przypuszcza się że faktyczny areał rodzaju jest znacznie większy.

## Taksonomia
Takson ten wprowadzony został w 2015 roku przez Volkera Assinga na łamach „Linzer biologische Beiträge”. Nazwa rodzajowa to połączenie łacińskiego granum, oznaczającego „ziarno” i odnoszącego się do ziarnistej rzeźby przedplecza, oraz nazwy rodzajowej Medon. Gatunkiem typowym wyznaczono opisanego w tej samej publikacji G. anguliceps.
Do rodzaju tego należą trzy opisane gatunki:
- Granimedon anguliceps Assing, 2015
- Granimedon creber Assing, 2015
- Granimedon effeminatus Assing, 2015